# Sanai Hashimoto
Sanai Hashimoto (橋本左内, Hashimoto Sanai, 1834-1859) est un samouraï, défenseur fidèle de l'empereur pendant les derniers jours du shogunat Tokugawa.

## Biographie
Hashimoto est né le 19 avril 1834 dans la province d'Echizen. Fils d'un médecin du clan Fukui, il a étudié la médecine à Osaka et à Tokyo, où il a connu Takamori Saigō entre autres. Après son retour à Echizen, il a rejoint le clan en tant que shoinban et est devenu directeur adjoint de l'école du clan Fukui.
Invitant Yokoi Shōnan à devenir conseiller politique du daimyō Yoshinaga Matsudaira, il est devenu un personnage clé dans les réformes gouvernementales du clan. Appelé à Edo en 1857, il a activement essayé de favoriser, quoique sans succès, Hitotsubashi Yoshinobu pour devenir le 14e shogun. Après que Naosuke Ii a été nommé tairō du shogunat Tokugawa, il a purgé plus de 100 personnes pour faire taire l'opposition dans ce qui est connu aujourd'hui sous le nom de purge d'Ansei. Hashimoto fut l'un de ceux exécuté par décapitation au lieu d'exécution de Kozukappara d'Edo le 1er novembre 1859. En octobre 2009, un descendant de Naosuke s'est réconcilié avec les habitants de Fukui pendant une cérémonie commémorative marquant le 150e anniversaire de l'exécution.